# Нафтохімічний комплекс TPC у Х’юстоні
Нафтохімічний комплекс TPC у Х’юстоні – сукупність різноманітних виробництв компанії TPC, яка спеціалізується на роботі з вуглеводнями фракції С4. Станом на середину 2010-х років найпотужніший майданчик з випуску бутадієну в США.
Із захопленням японськими військами на початку 1942 року Південно-Східної Азії західні союзники почали відчувати дефіцит натурального каучуку. Для його подолання в США взялись за спорудження цілого ряду виробництв бутадієну, котрий є основою найбільш поширеного виду синтетичних каучуків. Зокрема, через Rubber Reserve Company в Техасі ввели в експлуатацію два заводи – в Порт-Нечес (неподалік кордону з Луїзіаною) та на південно-східній околиці Х’юстону, на правобережжі струмка Сімс-Байу неподалік його впадіння у Баффало-Байу (частина Х’юстонського судноплавного каналу). У 1955 році компанії FMC та Tenneco викупили завод у Х’юстоні, відтоді відомий як Petro-Tex. В 1977-му Tenneco придбала FMC та стала одноосібним власником, а за сім років Texas Olefins перекупила Petro-Tex, після чого була утворена об’єднана компанія Texas Petrochemicals Corporation. З 2010-го остання змінила назву на TPC Group.
Запущена в 1940-х роках установка виробляла бутадієн шляхом каталітичної дегідрогенізації бутану з використанням процесу Хоудрі (технологія, також відома як Catadiene). При цьому вдавалось провести конверсію 30-40% поданої на установку сировини з часткою бутадієну серед нових продуктів на рівні 55-60%. Недоліком процесу була необхідність регенерації каталізатору (випалювання з його поверхні коксу) кожні п’ятнадцять хвилин, крім того, таке виробництво потребувало великих енергетичних затрат.
В 1965 році провели серйозну модернізацію заводу зі створенням двостадійної схеми. Спершу за допомогою двох нових установок, заснованих на все тому ж процесі Хоудрі, провадили дегідрогенізацію бутану в олефіни – бутени (вихідна суміш містила й бутадієн, проте його було вчетверо менше ніж бутенів). Далі бутени дегідрогенізували в діолефін з використанням розробленого Petro-Tex процесу Oxo-D – окисидативної конверсії, котра перетворювала 65% бутенів з досягненням частки бутадієну серед нових продуктів на рівні 93%. Технологія значно знижувала витрати пари і теплової енергії, а також виключала необхідність регенерації каталізатору. А в 1971 році можливості заводу підсилили додаванням ще однієї установки, орієнтованої на продукування бутену з використанням процесу Ходрі. Модернізована під технологію Oxo-D оригінальна установка мала річну потужність по бутадієну на рівні 209 тисяч тонн, крім того, кожна із трьох ліній Ходрі попутно продукувала 40 тисяч тонн цього діолефіну (при роботі за двостадійною схемою з максимізацією випуску бутенів на першому етапі).
В 1974-му на майданчику запустили виробництво, орієнтоване на новий продукт – метил-трет-бутиловий етер (використовується передусім як висооктанова паливна присадка). Спершу установка дегідрогенізації річною потужністю 235 тисяч тонн продукувала з ізобутану ізобутилен, після чого реакцією останнього з метанолом отримували MTBE в обсягах 7000 барелів на добу (біля 300 тисяч тонн MTBE на рік). Частина етеру надалі могла використовуватись для зворотньої декомпозиції з отриманням 40 тисяч тонн ізобутилену високої чистоти (high-purity isobutylene, HPI).
Тим часом в 1970-х роках почалось стрімке зростання виробництва етилену та пропілену шляхом парового крекінгу (піролізу). Зокрема, лише в Техасі і лише в районі Великого Х’юстону такі заводи з’явились в Шоколейт-Байу (два майданчики – компанії AMOCO та компанії Conoco), Діїр-Парку, Ченнелвью, Бейтауні та Сідар-Байу. Одночасно з продукуванням олефінів отримували бутадієн, причому чим важче була вихідна сировина, тим більше отримували діолефіну. Це підірвало економічну основу виробництва бутадієну шляхом дегідрогенізації, яке не могло конкурувати через надмірні енергетичні затрати.
Як наслідок, комплекс Texas Petrochemicals було переведено на фракціонування отриманої з інших підприємств фракції С4. Всього тут спорудили три лінії розділення потужністю по бутадієну 590 тисяч тонн на рік. Після виділення останнього залишкова суміш, відома у нафтохімії як raffinate-1, надходить у секцію фракціонування ізобутилену, з якого х’юстонський комплекс виробляє діізобутилен, поліізобутилен та все той же ізобутилен високої чистоти. На наступній секції з raffinate-2 виділяють 1-бутен (потужність комплексу 91 тисяча тонн на рік), який використовується як кополімер. Залишковий rafinate-3 (в основному 2-бутен та бутан) розглядається як пальне. Можливо відзначити, що фактична потужність фракціонатора залежить від надходження сировини (фракції С4) від інших компаній та може значно відрізнятись від проектної. Так, на початку 1990-х комплекс виробляв біля 50% бутадієну та до 70% 1-бутену від номіналу. При цьому всі перелічені вище піролізні установки (крім виробництва у Сідар-Байу) мають власні секції виділення бутадієну різної потужності (а комплекс в Діїр-Парку з 2000 року також був зв'язаний трубопроводом з іншою спеціалізованою установкою фракціонування Сабіна).
Тим часом у 1980-х продовжив зростати попит на MTBE. Для збільшення його виробництва дві установки на основі процесу Ходрі, раніше задіяні у двостадійному виробництві бутадієну, конвертували під продукування ізобутилену (третю таку установку поставили на консервацію та частково «каннібалізували»). А в 1990-му запустили другу спеціалізовану установку дегідрогенізації ізобутану з такою саме потужністю як у першої – 235 тисяч тонн ізобутилену на рік. В підсумку х'юстонський майданчик досяг показника у 20000 барелів метил-трет-бутилового етеру на добу (біля 865 тисяч тонн на рік). Втім, невдовзі зміни в ринкових умовах призвели до практично повного припинення виробництва MTBE та консервації на початку 21 століття обох установок дегідрогенізації ізобутану (так само у консервації знаходилась і стара установка виробництва бутадієну з бутилену за процесом Oxo-D).
Поява внаслідок сланцевої революції великих об'ємів дешевого ресурсу бутану призвела в 2015 році до відновлення роботи однієї з установок дегідрогенізації з потужністю на рівні 295 тисяч тонн ізобутилену. Він спрямовується для виробництва високо-реактивного поліізобутилену (highly reactive polyisobutylene, HR PIB) та невеликої – 50 тисяч тонн на рік – кількості MTBE. Розглядалась також можливість запуску другої установки з організацією на ній виробництва 272 тисяч тонн бутадієну на рік. Що стосується процесу Oxo-D, компанія TPC розраховує передусім на отримання вигоди від свого володіння технологією, для чого в 2014 році уклала угоду з лідером ринку дегідрогенізації компанією UOP (Honeywell), яка стала ексклюзивним ліцензіаром OXO-D™.
Можливо також відзначити, що майданчик у Х'юстоні з'єднаний з іншим заводом TPC бутадієнопроводом Х'юстон – Порт-Нечес.